# Rokometni klub Grosuplje
Rokometni klub Grosuplje je rokometni klub iz Grosuplja. Njegova domača dvorana je športna dvorana Brinje. Je eden izmed številnih športnih društev v občini Grosuplje, ki pa se je kot najstarejši obdržal skozi vsa leta njegovega delovanja. Članska ekipa kluba nastopa v 1. B moški državni rokometni ligi, v kateri je stalno prisotna že deseto leto zapored. Pred tem je največji uspeh dosegla, ko je med letoma 1990 in 1992 igrala v I. republiški ligi. 
Že več kot 40 let v klubu delajo tudi na mlajših selekcijah. Najprej so le te tekmovale v okviru šol, zdaj pa so tekmovanja za njih prav tako dobro organizirane. Največje uspehe sta dosegli ekipi starejših dečkov B, s 3. mestom v državi v sezoni 2002/03, in mladinska ekipa, ki že več let uspešno tekmuje v 1. mladinski ligi

## Zgodovina

### 1960-1970
Na pobudo najbolj aktivnih mladincev (Verbič, Dornik, Šušterič, Drenik, Potokar, Medved, Zrnec, Gabrijel, Lenarčič, ...)  je bila 21. septembra 1960 pri Okrajni zvezi za telesno vzgojo Ljubljana ustanovljena rokometna sekcija TVD Partizan Grosuplje.
Prvo tekmo so grosupeljski rokometaši odigrali 9.10.1960 v takrat na novo ustanovljeni Dolenjski rokometni ligi, do leta 1970 pa nato skupaj 244 tekem - 157 prvenstvenih in 87 prijateljskih. Večino tekem so v tem obdobju odigrali na nogometnem stadionu v Brinju, kjer so na črnem "lešu" vedno sproti postavljali gole in z žaganjem ali apnom začrtovali igrišče. Za garderobo jim je služila vedno bolj razpadajoča baraka, umivali pa so se kar v bližnjem potoku. Da ne bi bili toliko odvisni od nogometašev, so leta 1963 nasproti železniške postaje z udarniško akcijo zgradili svoje igrišče (tudi na črnem "lešu"), ki pa so jim ga, zaradi neurejenih lastniških odnosov, kmalu čez noč prekopali. Vrnili so se v Brinje, dokler jim tekmovalna komisija 2. slovenske lige, kamor so se uvrstili leta 1967, že naslednje leto igrišča ni zaprla. Tako so v tem obdobju svojo zadnjo tekmo v Grosuplju odigrali 2.6.1968, nato pa dve leti kot "domačini" nastopali na peščenem igrišču v Šmarju-Sapu in Stični, nato pa naposled zaradi slabih pogojev razpustili ekipo. Zadnjo tekmo so odigrali 10.5.1970 v Stični.
Čeprav so bili takrat najboljši predstavniki ekipnega športa v Grosuplju, pa so bili ves ta čas na robu preživetja. Bili so samouki, trenirali ali bolje igrali na en gol so le 1-2 krat na teden in vseskozi, tako kot večina ostalih dolenjskih rokometnih ekip, brez trenerja. Delovali so praktično brez denarja, tako da so komaj financirali stroške tekem in potovanj - velikokrat tudi z lastnimi prevoznimi sredstvi. Od opreme so imeli s strani TVD Partizan Grosuplje zagotovljene le drese in kakšno žogo, copate so si v glavnem kupovali sami, trenirke pa so v vsem tem času (10 let) premogli le ene, pa še te so si prislužili sami z nagrado za pobiranje članarine za Rdeči križ Grosuplje.
Rezultati 1960-1970:
- 1960/61 - Dolenjska rokometna liga - 6 ekip - 5. mesto
- 1961/62 - Dolenjska rokometna liga - 8 ekip - 3. mesto
- 1962/63 - Dolenjska rokometna liga - 6 ekip - 2. mesto
- 1963/64 - Dolenjska rokometna liga - 7 ekip - 2. mesto
- 1964/65 - Ljubljanska rokometna liga - 6 ekip - 2. mesto
- 1965/66 - Občinska rokometna liga - 4 ekipe - 1. mesto - neuspele kvalifikacije v 2. SRL
- 1966/67 - Dolenjska rokometna liga - 6 ekip - 1. mesto
- 1967/68 - 2. slovenska rokometna liga - 12 ekip - 7. mesto
- 1968/69 - 2. slovenska rokometna liga - 12 ekip - 6. mesto
- 1969/70 - 2. slovenska rokometna liga - 12 ekip - izstop iz lige (10.5.1970)

Največ tekem 1960-1970:
Šušterič Andrej 205, Košak Stane 154, Hribar Jože 140, Zupančič Marko 136, Zgonc Boštjan 130, Kamnikar Jože 103, Strehovec Andrej 97, Podobnik Silvo 91, Marinčič Dušan 88, Verbič Janez 85, ......
Najboljši strelci 1960-1970:
Košak Stane 754, Strehovec Andrej 504, Zgonc Boštjan 397, Hribar Jože 267, Verbič Janez 240, Šušterič Andrej 239, Horvat Slavko 198, Jankovič Tomaž 157, Kamnikar Jože 144, Potokar Franci 122, ...... 
Literatura - vir:
Andrej Šušterič - "Trideset let rokometa v Grosuplju, prvih deset let 1960-1970", Celje 1990

### 1970-1980
Leta 1970 so igralci ostali brez igrišča in tako za dve leti prenehali z delovanjem. Igralci so se za nekaj časa pridružili rokometni sekciji TVD Šmarje-Sap. Leta 1971 so bili z zgraditvijo telovadnice in igrišč ob šoli Louisa Adamiča zopet zagotovljeni pogoji za vključitev kluba nazaj v tekmovalni sistem. Skupaj z igralci TVD Šmarja-Sap so več let igrali v dolenjski, ljubljanski conski in območni rokometni ligi Ribnica.  V sezoni 1972/73 je ekipa nastopila na odprtem zimske prvenstvu Slovenije in osvojila v 4. mesto v B ligi.

#### Ženska ekipa
Med letoma 1973 in 1980 je v Grosuplju delovala tudi ženska ekipa. Treningi so se začeli potem, ko je učitelj telovadbe in trener Andrej Ambrožič pri telovadbi zbral skupino najbolj zagretih deklet. Nastopati so začele v sezoni 1973/74 v dolenjski ligi, dve leti so igrale v ljubljanski conski ligi, zadnja štiri leta obstoja pa so zopet igrale v dolenjski ligi.

### 1980-1990
V tem obdobju je s strani Rokometne zveze Slovenije prihajalo do zahtev po ograjenih igriščih, zdravniški službi na tekmah in drugem. Tako je v klubu delovalo veliko domačinov, ki so skrbeli za nemoteno delovanje kluba. Proti koncu osemdesetih asfaltirana igrišča niso  zadostovala za tekme članov in tako so domače tekme ponovnoma igrali po drugih dvoranah (v Hali Tivoli, na Kodeljevem, v Ribnici,...)
| Ekipa/Sezona     | 1980/81             | 1981/82             | 1982/83             | 1983/84             | 1984/85             | 1985/86             | 1986/87             | 1987/88             | 1988/1989           | 1989/1990           |
| ---------------- | ------------------- | ------------------- | ------------------- | ------------------- | ------------------- | ------------------- | ------------------- | ------------------- | ------------------- | ------------------- |
| Vrsta tekmovanja | II. republiška liga | II. republiška liga | II. republiška liga | II. republiška liga | II. republiška liga | II. republiška liga | II. republiška liga | II. republiška liga | II. republiška liga | II. republiška liga |
| Člani            | 8. mesto            | 6. mesto            | 4. mesto            | 3.mesto             | 3. mesto            | 7. mesto            | 2. mesto            | 2. mesto            | 7. mesto            | 3. mesto            |

### 1990-2000
V tem obdobju se je nadaljevalo pospešeno delo z mlajšimi selekcijami (pionirji, kadeti, mladinci). Člani so dosegali odlične rezultate v republiški ligi in se udeleževali mednarodnih rokometnih turnirjev iz katerih so se velikokrat vračali kot zmagovalci. V teh letih je klub začel organizirati prireditev "Rokometni novoletni ples".
| Ekipa/Sezona     | 1990/91            | 1991/92            | 1992/93             | 1993/94             | 1994/95             | 1995/96             | 1996/97             | 1997/98             | 1998/1999           | 1999/2000           |
| ---------------- | ------------------ | ------------------ | ------------------- | ------------------- | ------------------- | ------------------- | ------------------- | ------------------- | ------------------- | ------------------- |
| Vrsta tekmovanja | I. republiška liga | I. republiška liga | II. republiška liga | II. republiška liga | II. republiška liga | II. republiška liga | II. republiška liga | II. republiška liga | II. republiška liga | II. republiška liga |
| Člani            | 7. mesto           | 5. mesto           | 6. mesto            | 7.mesto             | 3. mesto            | 4. mesto            | 5. mesto            | 8. mesto            | 12. mesto           | 9. mesto            |

### 2000-2010
Želja se je uresničila in leta 2000 je bila zgrajena dvorana Brinje. Tako so lahko rokometaši domače tekme igrali v Grosuplju. Prostorski pogoji so omogočili razmah rokometa pri najmlajših. Članska ekipa je v tem obdobju najprej dve leti igrala v II. državni ligi, nato pa se je uvrstila v I. B, kjer igra še danes.
| Ekipa/Sezona     | 2000/01          | 2001/02          | 2002/03           | 2003/04           | 2004/05           | 2005/06           | 2006/07           | 2007/08           | 2008/09           | 2009/10           |
| ---------------- | ---------------- | ---------------- | ----------------- | ----------------- | ----------------- | ----------------- | ----------------- | ----------------- | ----------------- | ----------------- |
| Vrsta tekmovanja | II. državna liga | II. državna liga | I. B državna liga | I. B državna liga | I. B državna liga | I. B državna liga | I. B državna liga | I. B državna liga | I. B državna liga | I. B državna liga |
| Člani            | 4. mesto         | 1. mesto         | 7. mesto          | 6.mesto           | 6. mesto          | 9. mesto          | 9. mesto          | 6. mesto          | 4. mesto          | 8. mesto          |
| Člani-pokal      | /                | /                | /                 | /                 | /                 | /                 | /                 | /                 | 1/4 finala        | 1/16 finala       |

### 2010-

#### Sezona 2010/2011
Novo desetletje je prineslo tudi veliko sprememb. Klub je dobil novega članskega trenerja Uroša Bregarja, ki je prevzel mladinsko in zelo mlado člansko ekipo. V prvem delu sezone se je le ta soočala z velikim številom poškodb in je po polovici sezone v 1. B ligi zasedala 8. mesto. V nadaljevanju so se okrepili z nekaj novimi igralci. Na koncu pa osvojili 9. mesto.
| 1. B državna liga | Pokal Pivovarne Union |
| ----------------- | --------------------- |
| 9. mesto          | 1/8 finala            |

#### Sezona 2011/2012
Za podrobne podatke o tej temi glej Rokometni klub Grosuplje 2011/12.
V sezoni 2011/12 je člansko in mladinsko ekipo vodila nekdanja slovenska rokometna reprezentantka Branka Mijatovič.  Na polovici sezone je članska ekipa v 1. B ligi zasedala 3. mesto, klub pa je zapustil Blaž Fink, ki se je kot posojen igralec pridružil prvoligašu MRK Krka. Člani so na koncu zasedli 7. mesto.
| 1. B državna liga | Pokal Pivovarne Union |
| ----------------- | --------------------- |
| 7. mesto          | 1/16 finala           |

## Mlajše selekcije
Do leta 1971, ko se je rokomet razmahnil tudi pri mladih, je v klubu delovala samo članska ekipa. Tako so po letu 1971 mladi začeli tekmovati v okviru šolskih tekmovanj. V sezoni 1983/84 je za klub prvič nastopila mladinska ekipa (danes kadetska), leta 1992 pa pionirska (danes ekipa starejših dečkov). Kljub temu pa so bili časi zelo težki, saj so mladi trenirali v telovadnici osnovne šole Louisa Adamiča, ali zunaj na igrišču. Domače tekme pa so igrali v dvorani v Ribnici. Kljub takim razmeram je selekcija St. dečkov (letniki 1985/1986) v sezoni 1999/2000 dosegla izjemen uspeh - delila je 5. do 8. mesto v državi.
Leta 2000, ko je bila zgrajena dvorana Brinje v Grosuplju, se je rokomet pri mladih še bolj razmahnil. Domače tekme so lahko končno igrali doma.
V RK Grosuplje v letošnji sezoni nastopajo naslednje selekcije:
- Mini rokomet
- Mlajši dečki B
- Mlajši dečki A
- Starejši dečki A
- Kadeti
- Mladinci

Začetek dela z mlajšimi selekcijami sega v leto 1971, ko je bilo zgrajeno asfaltno igrišče. Pred tem so rokomet igrali le v šoli pri urah telovadbe. Prva odigrana tekma mlajših selekcij je bila v sezoni 1983/84. Klub je zadnji dve sezoni sodeloval tudi z Rokometno akademijo Uroša Zormana. 
| Ekipa/Sezona | 2004/2005 | 2005/2006 | 2006/2007 | 2007/2008 | 2008/2009 | 2009/2010 | 2010/2011 | 2011/2012 |
| ------------ | --------- | --------- | --------- | --------- | --------- | --------- | --------- | --------- |
| Mladinci     | 2. mesto¹ | 9. mesto  | 7. mesto  | 7. mesto  | 5. mesto  | 9. mesto  | 10. mesto | 9. mesto  |

OPOMBE:
¹Mladinska ekipa je v sezoni 2004/05 osvojila končno 2. mesto v 2. mladinski rokometni ligi
in se tako uvrstila v 1. mladinsko rokometno ligo.

## Dosežki
Najboljši dosežki posameznih selekcij.

### Člani
II. republiška liga
- 2. mesto v sezoni 1986/87
- 2. mesto v sezoni 1987/88

I. republiška liga
- 5. mesto v  sezoni 1991/92

II. državna liga
- 1. mesto v sezoni 2001/02

1. B liga
- 4. mesto v sezoni 2008/09
- 3. mesto v sezoni 2022/23

Pokal Slovenije
- 1/4 finale

### Mladinci
2. mladinska liga
- 2. mesto v sezoni 2004/05

1. mladinska liga
- 5. mesto v sezoni 2008/09

### Kadeti (M17)
- 5. mesto v sezoni 2005/06
- 4. mesto v 1.državni ligi v sezoni 2023/24

### Starejši dečki A
- 9.-10. mesto v sezoni 2002/03
- 9.-10. mesto v sezoni 2003/04

### Starejši dečki B
- 3. mesto v sezoni 2002/03

### Mlajši dečki  A
- 7.-8. mesto v sezoni 2001/02

### Mlajši dečki B
- 9.-12. mesto v sezoni 2000/01
- 9.-12. mesto v sezoni 2001/02
- 9.-12. mesto v sezoni 2003/04

Ekipe mlajših selekcij so tudi zelo usepšno tekmovale na mednarodnih rokometnih turnirjih v tujini (v Celovcu, v Bratislavi, v Opatiji), ter doma na Eurofestu v Izoli.

## Igralci
Da je delo v klubu uspešno dokazujejo tudi nekateri igralci, ki igrajo v I. A slovenski rokometni ligi oz. v tujini. To so:
- David Miklavčič (RK Gorenje Velenje)
- Andraž Podvršič (Bregenz Handball-Avstrija)[11]
- Andraž Repar (RD Šmartno Herz Factor Bank)
- Jaka Ferkulj (RK Krško)
- Blaž Fink (MRK Krka)

## Klubske prireditve

### Rokometni novoletni ples
To je vsakoletna prireditev na katero so vabljeni sponzorji kluba, gospodarski in politični predstavniki občine, rokometaši in njihovi starši ter ostali krajani. Njen namen je predstavitev klubskega dela vsem gostom.

### Dan rokometa
Je prireditev, ki jo klub organizira vsak september od leta 2009 naprej. Na njej se predstavijo vse starostne kategorije kluba, ki odigrajo prijateljske tekme. 
Člani so igrali proti:
- ženskemu Rokometnemu klub Krimu (2010)[12]
- hrvaškemu Rokometnemu klubu Maksimir Pastela (2011)[13]